# La Chapelle-du-Genêt
La Chapelle-du-Genêt és un municipi francès situat al departament de Maine i Loira i a la regió de País del Loira. L'any 2007 tenia 1.221 habitants.

## Demografia

### Població
El 2007 la població de fet de La Chapelle-du-Genêt era de 1.221 persones. Hi havia 455 famílies de les quals 94 eren unipersonals (57 homes vivint sols i 37 dones vivint soles), 142 parelles sense fills, 199 parelles amb fills i 20 famílies monoparentals amb fills.
La població ha evolucionat segons el següent gràfic:
Habitants censats

### Habitatges
El 2007 hi havia 476 habitatges, 456 eren l'habitatge principal de la família, 6 eren segones residències i 14 estaven desocupats. 455 eren cases i 21 eren apartaments. Dels 456 habitatges principals, 355 estaven ocupats pels seus propietaris, 99 estaven llogats i ocupats pels llogaters i 3 estaven cedits a títol gratuït; 13 tenien dues cambres, 48 en tenien tres, 94 en tenien quatre i 301 en tenien cinc o més. 384 habitatges disposaven pel capbaix d'una plaça de pàrquing. A 180 habitatges hi havia un automòbil i a 263 n'hi havia dos o més.

### Piràmide de població
La piràmide de població per edats i sexe el 2009 era:
| Homes | Edats   | Dones |
| ----- | ------- | ----- |
| 0     | 95 o +  | 0     |
| 0     | 90 a 94 | 0     |
| 4     | 85 a 89 | 4     |
| 4     | 80 a 84 | 12    |
| 8     | 75 a 79 | 24    |
| 16    | 70 a 74 | 8     |
| 12    | 65 a 69 | 20    |
| 20    | 60 a 64 | 20    |
| 12    | 55 a 59 | 16    |
| 40    | 50 a 54 | 32    |
| 48    | 45 a 49 | 32    |
| 28    | 40 a 44 | 48    |
| 40    | 35 a 39 | 48    |
| 40    | 30 a 34 | 20    |
| 40    | 25 a 29 | 48    |
| 48    | 20 a 24 | 40    |
| 44    | 15 a 19 | 68    |
| 28    | 10 a 14 | 44    |
| 36    | 5 a 9   | 28    |
| 8     | 0 a 4   | 12    |

## Economia
El 2007 la població en edat de treballar era de 799 persones, 629 eren actives i 170 eren inactives. De les 629 persones actives 605 estaven ocupades (325 homes i 280 dones) i 23 estaven aturades (9 homes i 14 dones). De les 170 persones inactives 84 estaven jubilades, 55 estaven estudiant i 31 estaven classificades com a «altres inactius».

### Ingressos
El 2009 a La Chapelle-du-Genêt hi havia 446 unitats fiscals que integraven 1.217 persones, la mediana anual d'ingressos fiscals per persona era de 16.734 €.

### Activitats econòmiques
Dels 41 establiments que hi havia el 2007, 1 era d'una empresa alimentària, 2 d'empreses de fabricació d'altres productes industrials, 19 d'empreses de construcció, 8 d'empreses de comerç i reparació d'automòbils, 1 d'una empresa de transport, 1 d'una empresa d'hostatgeria i restauració, 1 d'una empresa d'informació i comunicació, 1 d'una empresa financera, 1 d'una empresa immobiliària, 4 d'empreses de serveis i 2 d'empreses classificades com a «altres activitats de serveis».
Dels 20 establiments de servei als particulars que hi havia el 2009, 1 era un taller de reparació d'automòbils i de material agrícola, 3 paletes, 3 guixaires pintors, 6 fusteries, 5 lampisteries i 2 perruqueries.
L'únic establiment comercial que hi havia el 2009 era una fleca.
L'any 2000 a La Chapelle-du-Genêt hi havia 27 explotacions agrícoles que ocupaven un total de 840 hectàrees.

## Equipaments sanitaris i escolars
El 2009 hi havia 2 escoles elementals.

## Poblacions més properes
El següent diagrama mostra les poblacions més properes.